# Fontana della Sirena (Nápoly)
A Fontana della Sirena (magyarul Szirének kútja) egyike a legszebb nápolyi díszkutaknak. 1869-ben épült. Eredetileg a nápolyi pályaudvar előtti teret díszítette. Onofrio Buccino műve. Elliptikus medencéjének közepén egy szikla található, melyre egy ló, egy oroszlán, egy delfin és egy teknős szobra támaszkodik, körülvéve egy szirént, mely jobb kezében egy hárfát tart, a bal kezét pedig emeli.